# 德尔斐的安提诺乌斯
德尔斐的安提诺乌斯雕像是一座古老的雕像，是在德尔斐的发掘过程中发现的。
安提诺乌斯是一位来自土耳其比提尼亚行省的美貌出众的希腊青年，他是罗马皇帝哈德良的男宠或情人，但后来于尼罗河去世，死因仍有争议。

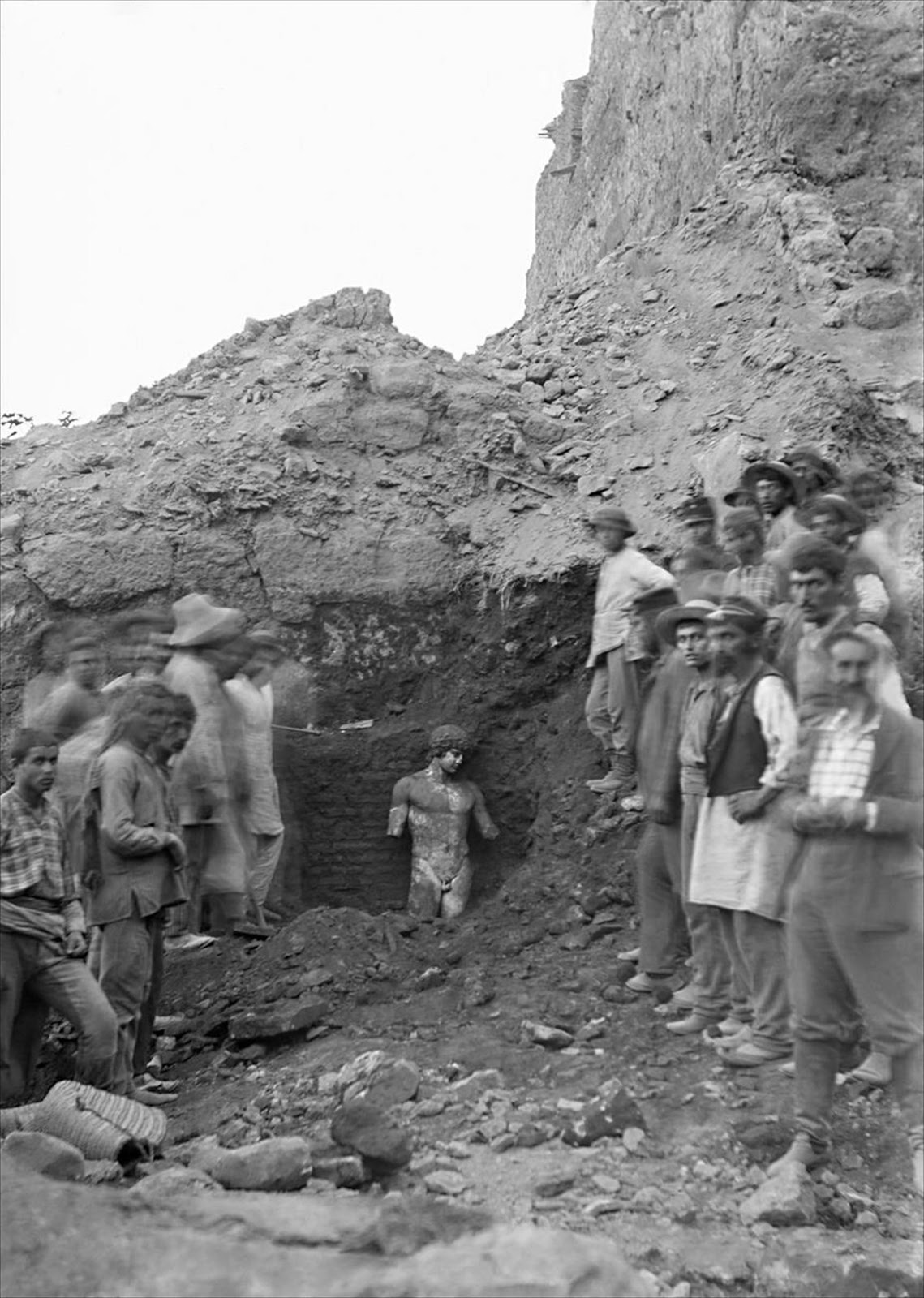
1894年雕像出土时的情况

得知安提诺乌斯的死讯后，哈德良颇为震惊，他是希腊古典时代的仰慕者和狂热的信徒，也是德尔斐神谕的赞助人，他下令要在他庞大帝国的所有圣所和城市中竖立起这个美貌的年轻人的雕像。此外，他还下令举办运动会以纪念安提诺乌斯，在这之后，安提诺乌斯被尊崇为神。因此，安提诺乌斯的雕像于公元 130 年死后在德尔斐的圣殿内竖立起来，这是最美丽、最令人印象深刻的崇拜雕像之一。
在挖掘过程中，人们发现这座雕像直立在基座上，紧挨着砖房的墙壁，旁边是圣殿。在为纪念安提诺乌斯而铸造的罗马硬币上，显示雕像带有绰号“Propylaeus”(入口)，从这个细节可以合理推断它最初被放置在圣所的入口处。后来雕像受到损坏，它在膝盖处断裂，因此它不得不被移到更靠近阿波罗神庙的一个类似小教堂的地方。在挖掘过程中，人们发现它的保存状况相对较好。它的理想化特征，以及用特殊的油性物质对大理石表面进行的强烈抛光（这有利于他的保存）都表明它属于激进的哈德良时代。
仔细看这尊雕像，年轻的安提诺乌斯脑袋歪向一边，仿佛在沉思。在其精心雕琢的浓密头发周围（环绕面部并落在前额和脸颊上，为其美丽而充满虚荣感的年轻形象增添了一种悲伤的气质），可以看到几个孔，这些孔曾经连接着一个青铜月桂花环。雕塑家将他的身体雕刻成代表古代神明和英雄形象的美丽裸体，   并且姿势通常是对立式平衡的。

## 其他的安提诺乌斯雕像
- 法尔内塞的安提诺乌斯
- 蒙德拉贡的安提诺乌斯
- 卡皮托林山的安提诺乌斯
- 汤利的安提诺乌斯